# Sacerdos Cereris

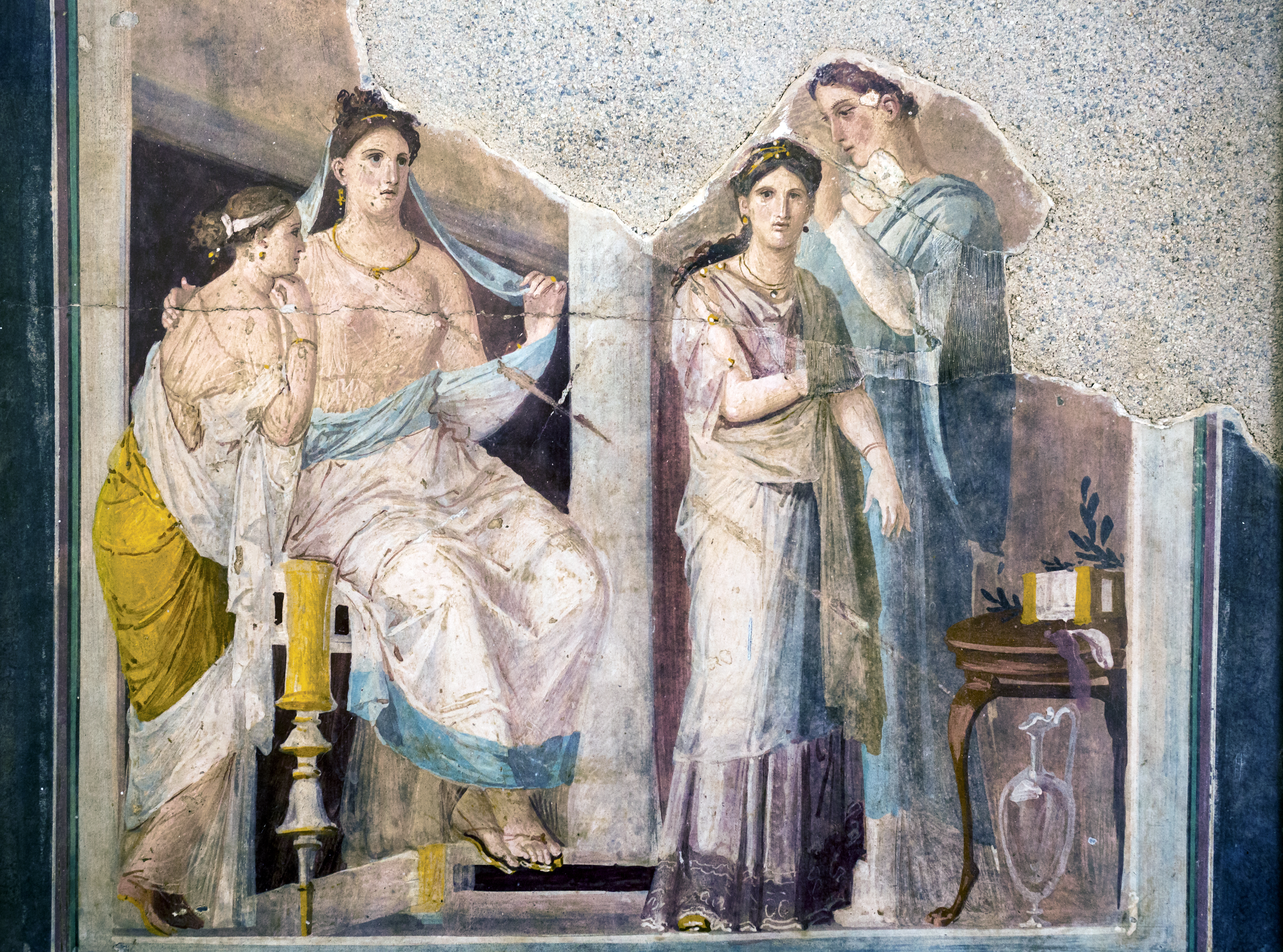
Fresco en Herculano,

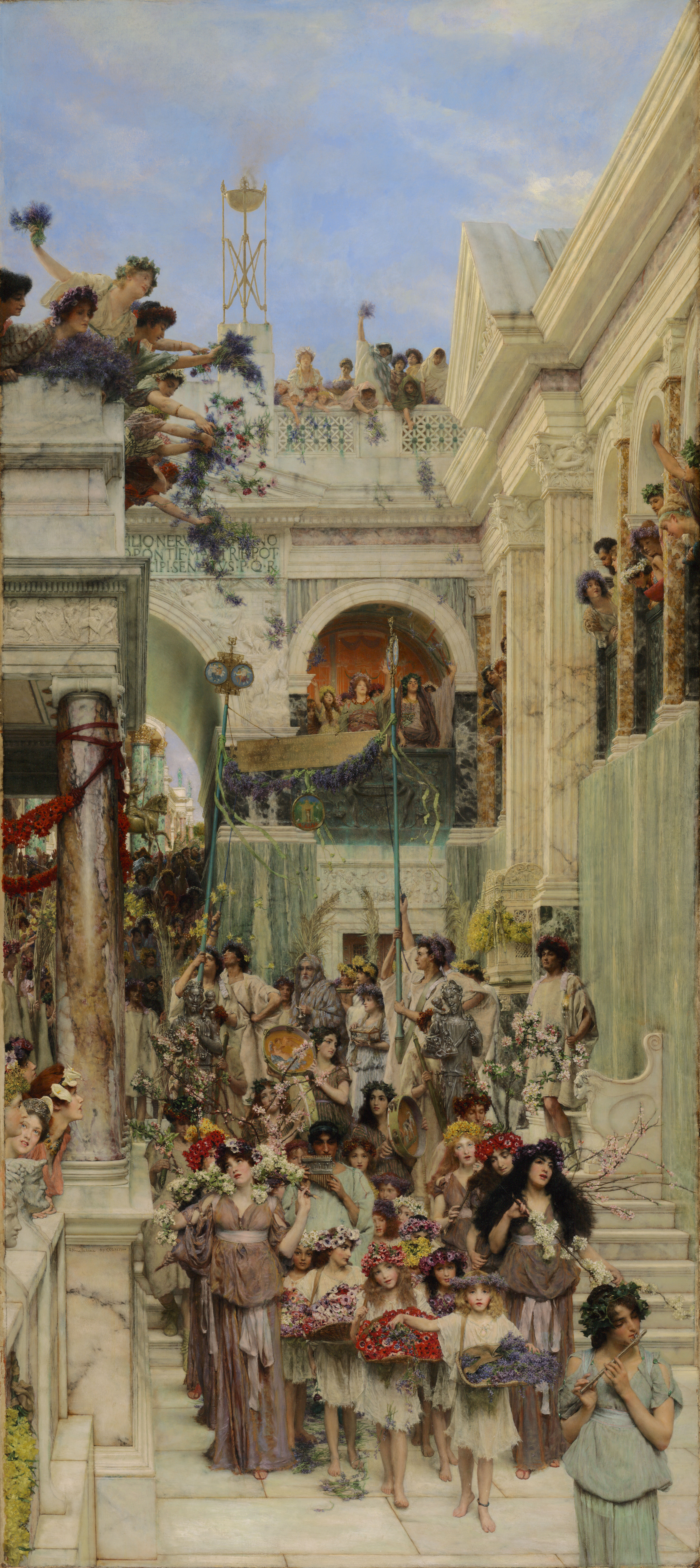
Cuadro Spring (1894) de Lawrence Alma-Tadema, que muestra las Cerealias en una calle romana (J. Paul Getty Museum).

Sacerdos Cereris, sacerdos Cerealis o sacerdos Cereris publica era el título de la sacerdotisa de la diosa del grano y las cosechas Ceres en la Antigua Roma. Fue uno de los dos cultos estatales romanos que incluían sacerdotisas (el otro eran las vestales).
Los cultos griegos a Deméter y Perséfone se introdujeron en Roma como el culto a Ceres y Proserpina en el 496 a. C., así como las versiones romanas de Tesmoforias (sacrum anniversarium Cereris) en agosto, introducidas en la segunda mitad del siglo III a. C., el jejunium Cereris de octubre, donde se guardaba ayuno, establecido en 191 a. C. y los Misterios de Eleusis (initia Ceres), donde las esposas e hijas romanas sacrificaban una cerda y representaban el drama entre la diosa y su hija.
Este culto fue supervisado por las sacerdotisas de Ceres. Como el culto era originalmente griego, las sacerdotisas, al menos inicialmente, fueron seleccionadas entre mujeres griegas de Nápoles y Velia. Tenían una alta posición en la sociedad romana, donde eran las únicas sacerdotisas además de las vestales que estaban activas dentro de un culto estatal financiado con fondos públicos.